# 肉髻

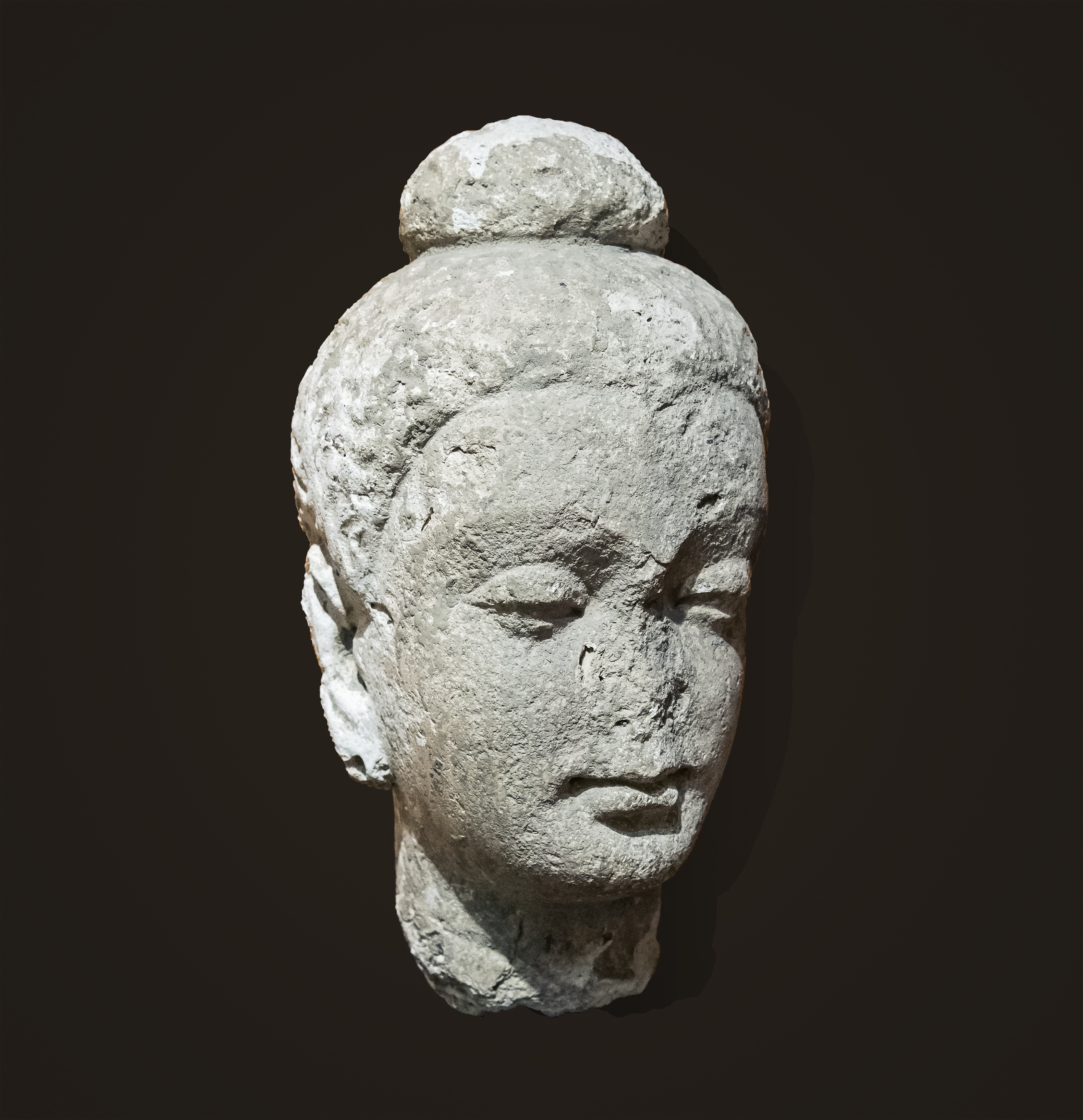
佛陀頭像，肉髻在於其上。3世紀，阿富汗。

肉髻（IAST：uṣṇīṣa），又稱肉頂、螺髮、螺髻，是佛陀头顶上隆起的肉丛；其形如髮髻，故名肉髻；又如一個個海螺，故名螺髮、螺髻。肉髻是三十二丈夫相、八十隨形好之一，是人天最尊貴的外相標誌。
傳說释迦牟尼佛在成佛前，放弃太子身份，离开王宫，到山野中出家修行，当即用小刀剃髮，只留下两个关节长的短髮。他成佛後，头上长出肉髻，遮蔽於短髮之下。
在佛像藝術中，希臘式的犍陀羅風格多將佛陀的肉髻塑畫爲捲曲的頭髮，而秣菟羅（馬土臘）風格則突出肉髻。
密教中，把佛頂髻化現出的本尊，稱作佛頂尊、頂髻尊，擁有無限威神之力，可以護持佛法，抵抗邪魔。